# Visa J-1
 (mai 2023).
 (mai 2023).
L'article doit être relu — et modifié si nécessaire — par des contributeurs indépendants pour apporter un regard critique aux contributions effectuées en violation des conditions d'utilisation de Wikipédia, tant sur la forme (notamment concernant le style encyclopédique, la proportionnalité) que sur le fond (la neutralité de point de vue, la qualité et l'indépendance des sources).
 (mai 2023).
Si vous disposez d'ouvrages ou d'articles de référence ou si vous connaissez des sites web de qualité traitant du thème abordé ici, merci de compléter l'article en donnant les références utiles à sa vérifiabilité et en les liant à la section « Notes et références ».
 (mai 2023).
La mise en forme du texte ne suit pas les recommandations de Wikipédia : il faut le « wikifier ».
Les points d'amélioration suivants sont les cas les plus fréquents :
- Les titres sont pré-formatés par le logiciel. Ils ne sont ni en capitales, ni en gras.
- Le texte ne doit pas être écrit en capitales (les noms de famille non plus), ni en gras, ni en italique, ni en « petit »…
- Le gras n'est utilisé que pour surligner le titre de l'article dans l'introduction, une seule fois.
- L'italique est rarement utilisé : mots en langue étrangère, titres d'œuvres, noms de bateaux, etc.
- Les citations ne sont pas en italique mais en corps de texte normal. Elles sont entourées par des guillemets français : « et ».
- Les listes à puces sont à éviter, des paragraphes rédigés étant largement préférés. Les tableaux sont à réserver à la présentation de données structurées (résultats, etc.).
- Les appels de note de bas de page (petits chiffres en exposant, introduits par l'outil «  Source ») sont à placer entre la fin de phrase et le point final[comme ça].
- Les liens internes (vers d'autres articles de Wikipédia) sont à choisir avec parcimonie. Créez des liens vers des articles approfondissant le sujet. Les termes génériques sans rapport avec le sujet sont à éviter, ainsi que les répétitions de liens vers un même terme.
- Les liens externes sont à placer uniquement dans une section « Liens externes », à la fin de l'article. Ces liens sont à choisir avec parcimonie suivant les règles définies. Si un lien sert de source à l'article, son insertion dans le texte est à faire par les notes de bas de page.
- La présentation des références doit suivre les conventions bibliographiques. Il est recommandé d'utiliser les modèles {{Ouvrage}}, {{Chapitre}}, {{Article}}, {{Lien web}} et/ou {{Bibliographie}}. Le mode d'édition visuel peut mettre en forme automatiquement les références.
- Insérer une infobox (cadre d'informations à droite) n'est pas obligatoire pour parachever la mise en page.

Pour une aide détaillée, merci de consulter Aide:Wikification.
Si vous pensez que ces points ont été résolus, vous pouvez retirer ce bandeau et améliorer la mise en forme d'un autre article.

Le Visa J-1 Intern/Trainee est un type de visa pour les États-Unis qui permet d'effectuer un stage en entreprise pour une durée maximale de 18 mois.

## Présentation
The Exchange Visitor Program est basé sur les dispositions de la loi Mutual Educational and Cultural Exchange de 1961. Le but est d'accroître la compréhension mutuelle entre le peuple des États-Unis et les gens d'autres pays par le biais de l'éducation et les échanges culturels. Les ressortissants étrangers viennent aux États-Unis pour participer à une grande variété de programmes d'échanges culturels. Dans l'exercice des responsabilités de l'Exchange Visitor Program, le Département d'État des États-Unis désigne des entités publiques et privées à agir à titre de sponsors. Le candidat doit être sponsorisé par un organisme accrédité. L'employeur est tenu de présenter un plan de formation en détaillant les fonctions et les responsabilités du candidat.
Le demandeur n'est pas autorisé à quitter l'entreprise d'accueil pendant le stage. Ce visa permet notamment d'obtenir un numéro de sécurité sociale ainsi qu'un permis de conduire américains.
Le but du programme de visa J-1 est d'apporter aux participants une expérience de développement professionnel, une immersion culturelle et linguistique aux USA afin d'acquérir une meilleure compréhension des savoir-faire et de la société américaine. À leur retour dans leur pays d'origine, les stagiaires sont invités à partager leur expérience culturelle et professionnelle. Le programme J-1 est également destiné à permettre aux Américains de découvrir la culture et l'expertise du pays d'origine du participant.

## Démarches d'obtention
Pour obtenir un visa J-1, les démarches sont assez longues en règle générale et peuvent compromettre la bonne réalisation du stage en cas d'erreur dans la procédure. Il faut :
- trouver l'entreprise d'accueil ;
- vérifier que tous les critères d’éligibilité du sponsor soient respectés ;
- constituer un dossier complet auprès du sponsor ;
- passer un entretien à l'ambassade des USA.

Ces démarches peuvent être réalisées seul mais aussi par l'intermédiaire d'une agence de placement. Ces agences s'occupent de tout et accompagnent l'étudiant dans toutes les étapes du processus, de la recherche du stage aux USA, en passant par la constitution du dossier auprès du sponsor (formulaire DS 2019, formulaire DS 7002, etc.), jusqu'au rendez-vous à l'ambassade des États-Unis à Paris et l'obtention du visa J-1.
Il existe plusieurs agences en France qui vous accompagnent dans vos démarches de Visa J-1. Privilégiez les agences répertoriées par l’ambassade des États-Unis en France pour vous accompagner dans ces démarches. Elles doivent disposer d'un numéro SIRET et être répertoriées sur le site de l'ambassade.

## Critères d'éligibilité du participant
Vous êtes éligible au Visa J-1 Intern si :
- Vous devez avoir 18 ans révolus ;
- Être inscrit dans une université à l’extérieur des États-Unis ou y avoir obtenu votre diplôme dans les 12 mois précédant le début du stage ;
- Les missions confiées doivent être en rapport avec le domaine de vos études ;
- Avoir validé au moins deux semaines d’études.

Avant de commencer les démarches, il est recommandé de tester votre éligibilité au programme Visa J-1

## Critères d'éligibilité des entreprises
Toutes les entreprises ne sont pas éligibles, c’est-à-dire qu’elles ne sont pas toutes en mesure d’accueillir des stagiaires étrangers. C’est le Département d’État Américain qui fixe ces règles et il n’y a aucun moyen d’y déroger.
- Avoir 6 mois d’ancienneté au minimum ;
- Avoir un ratio d’au moins 5 employés à temps plein sur le lieu de stage par stagiaire ;
- Avoir un bureau ;
- Avoir au minimum 5 employés sur le lieu de stage (voir 1 seul employé s’il n’y a qu’un seul stagiaire).

## Assurance
Les sponsors doivent vérifier que chaque participant possède une assurance.
La couverture minimale doit comprendre :
- les dépenses liées à l'évacuation médicale de la personne et des effets personnels à son pays d'origine d'un montant de 50 000 $ ;
- rapatriement de la dépouille mortelle d'un montant de 25 000 $ ;
- les prestations médicales d'au moins 100 000 $ par accident ou maladie ;
- une franchise à ne pas dépasser de 500 $ par accident ou maladie.